# Rumänien i olympiska sommarspelen 1988
Rumänien deltog i de olympiska sommarspelen 1988 med en trupp bestående av 68 deltagare, och totalt blev det 24 medaljer.

## Friidrott
Herrarnas höjdhopp
- Sorin Matei

Damernas 1 500 meter
- Paula Ivan
- Doina Melinte

Damernas 3 000 meter
- Paula Ivan
- Maricica Puică

Damernas höjdhopp
- Galina Astafei

## Fäktning
Damernas florett
- Elisabeta Guzganu-Tufan
- Reka Zsofia Lazăr-Szabo